# Stempellina chambiensis
Stempellina chambiensis är en tvåvingeart som först beskrevs av Maurice Emile Marie Goetghebuer 1935.  Stempellina chambiensis ingår i släktet Stempellina och familjen fjädermyggor. Inga underarter finns listade i Catalogue of Life.